# Interferro
Nelle strutture in calcestruzzo armato l'interferro rappresenta la distanza tra le barre di armatura.
La distanza tra le superfici delle armature longitudinali principali deve essere:
- non inferiore al diametro delle barre
- almeno pari a 2 cm.

L'interferro è una delle grandezze che vincolano la scelta della granulometria dell'aggregato, poiché la dimensione massima dell'inerte è legata alla spaziatura tra le armature, questo per consentire un getto omogeneo del calcestruzzo.
Pertanto un'ulteriore prescrizione per la scelta dell'interferro è che la distanza delle barre deve essere superiore alla dimensione massima dell'inerte più 5 mm.
Quando in una sezione sono necessarie molte barre, esse possono essere disposte anche a più strati, ma occorre prestare particolare attenzione alla loro disposizione, lasciando un adeguato spazio per consentire il passaggio di un apparecchio vibratore.
L'interferro deve essere inoltre compatibile con le tensioni di aderenza acciaio - calcestruzzo.